# Franka Dietzsch
Franka Dietzsch (* 22. Januar 1968 in Wolgast) ist eine ehemalige deutsche Diskuswerferin, die dreimal Weltmeisterin wurde. Sie beendete 2009 ihre Laufbahn.

## Leben
Franka Dietzsch wuchs in Koserow auf Usedom auf, wo sie bis 1981 bei der örtlichen Armeesportgemeinschaft trainierte. Anschließend besuchte sie die Kinder- und Jugendsportschule in Rostock und startete bis 1990 für den SC Empor Rostock.

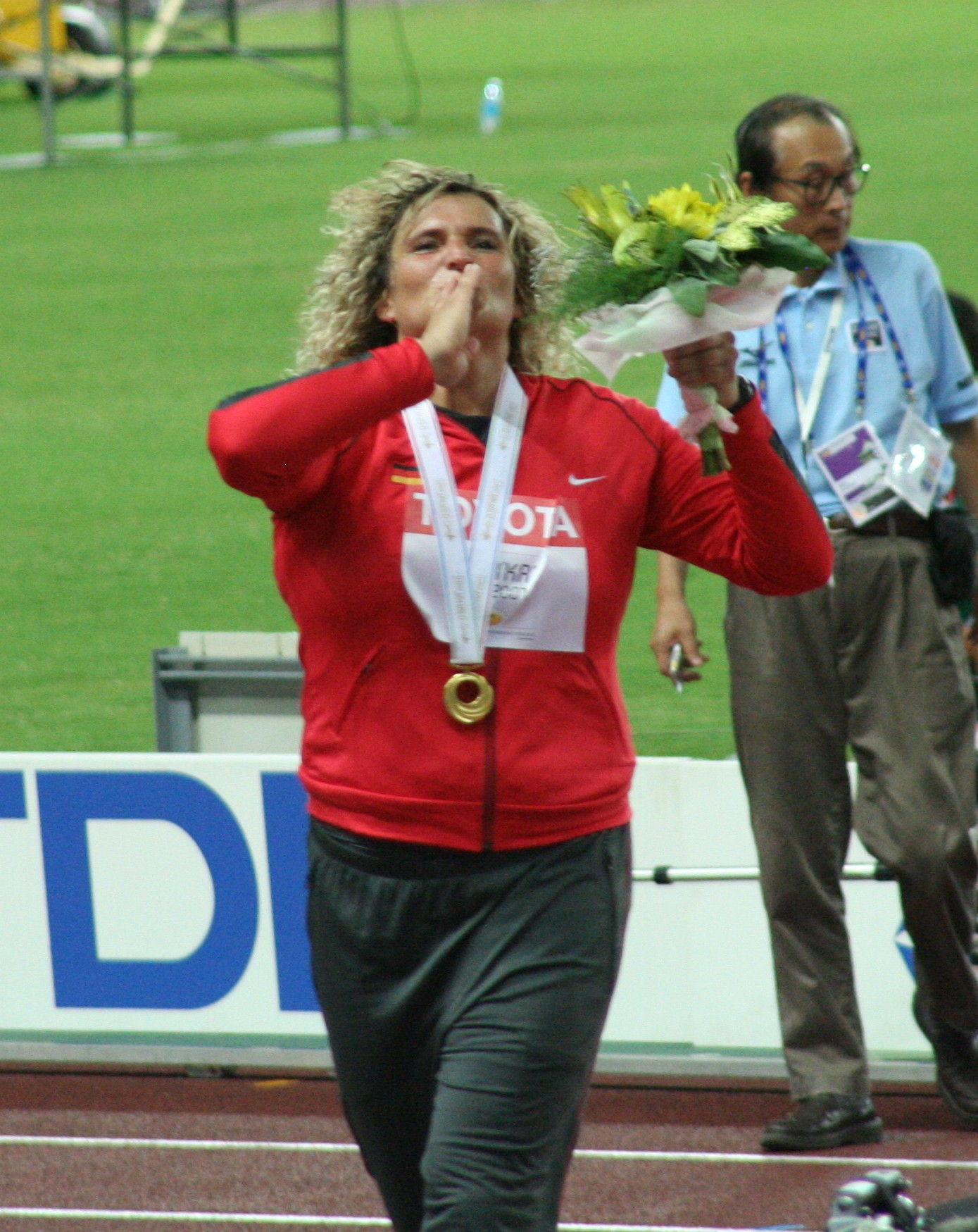
Franka Dietzsch nach dem Gewinn der Goldmedaille bei den Weltmeisterschaften 2007

Ihr erster internationaler Erfolg war der zweite Platz bei den Juniorenweltmeisterschaften 1986 in Athen im Diskuswurf. Dort musste sie sich im Trikot der DDR nur ihrer Mannschaftskameradin Ilke Wyludda geschlagen geben. Danach gelangen ihr angesichts der Dominanz anderer DDR-Diskuswerferinnen jahrelang keine Erfolge bei internationalen Höhepunkten. An den Olympischen Spielen 1992 und an den Weltmeisterschaften 1991 und 1993 nahm sie teil, ohne eine vordere Platzierung zu erreichen. Bei den Weltmeisterschaften 1995 belegte sie Rang sieben.
Ihre großen Erfolgen folgten erst wieder Ende der 1990er Jahre. Von 1997 bis 2001 wurde sie stets Deutsche Meisterin. Ihren ersten internationalen Titel auf der Seniorenebene fuhr sie bei den Europameisterschaften 1998 in Budapest ein. Außerdem wurde sie 1998 Weltcup-Siegerin.
Der große Karrieresprung folgte schließlich im Jahr 1999. In Wiesbaden stellte sie am 8. Mai mit 69,51 m ihre persönliche Bestmarke auf, und bei den Weltmeisterschaften in Sevilla holte sie Gold. Bei den Olympischen Spielen 2000 und den Spielen 2004 sowie bei den Weltmeisterschaften 2001 in Edmonton und 2003 in Paris kam sie nicht in die Medaillenränge.
Der nächste internationale Titel folgte 2005, als sie bei den Weltmeisterschaften in Helsinki überlegen gewann. Sie erzielte eine Weite von 66,56 m. Auch mit vier von ihren fünf weiteren Würfen hätte sie die Silber- und Bronzemedaillengewinnerinnen Natalja Sadowa (RUS) und Věra Pospíšilová-Cechlová (CZE) geschlagen. Auch bei den Europameisterschaften 2006 in Göteborg war sie als Favoritin angetreten, gewann dann aber mit einer Weite von 64,35 m die Silbermedaille. Danach gewann sie in Athen den Weltcup.
Bei den Weltmeisterschaften 2007 in Osaka erzielte sie bereits mit dem ersten Wurf die Siegesweite von 66,61 m und gewann damit ihren dritten Weltmeistertitel. Zweite wurde Darja Pischtschalnikowa (RUS) mit geworfenen 65,78 m, Dritte die Kubanerin Yarelys Barrios (63,90 m).
2008 sagte sie zwei Wochen vor Beginn der Olympischen Spiele in Peking ihre Teilnahme ab. Nach gesundheitlichen Problemen zu Beginn des Jahres schätzte sie ihre Form als zu schlecht ein, um die Endrunde zu erreichen. Bei den Weltmeisterschaften 2009 in Berlin scheiterte sie als 23. mit 58,44 m in der Qualifikation und beendete danach ihre Laufbahn.
Franka Dietzsch wechselte 1990, als nach dem Ende der DDR ihr Rostocker Trainer Achim Müller entlassen wurde, vom SC Empor Rostock zum SC Neubrandenburg. Dort war Dieter Kollark ihr Trainer. Den offiziellen Wettkampfangaben zur Folge hatte sie bei einer Größe von 1,83 m ein Wettkampfgewicht 92 kg. Sie ist gelernte Industriekauffrau und Bankangestellte.

## Erfolge
- Deutsche Meisterin: 1997, 1998, 1999, 2000, 2001, 2003, 2004, 2005, 2006, 2007
- Weltmeisterschaften:
  - 7. Platz: Weltmeisterschaften 1995 in Göteborg
  - Gold: Weltmeisterschaften 1999 in Sevilla
  - 4. Platz: Weltmeisterschaften 2001 in Edmonton
  - Gold: Weltmeisterschaften 2005 in Helsinki
  - Gold: Weltmeisterschaften 2007 in Osaka
- Europameisterschaften:
  - Gold: Europameisterschaften 1998
  - Silber: Europameisterschaften 2006 in Göteborg
- Olympische Spiele:
  - 4. Platz: Olympische Spiele 1996 in Atlanta
  - 6. Platz: Olympische Spiele 2000 in Sydney
- Weltcup-Siegerin 1998 und 2006
- Europacup-Siegerin 2001, 2005, 2006, 2007

## Auszeichnungen
- 2005 Sportlerin des Jahres 3. Platz
- 2005 DLV-Leichtathletin des Jahres
- 2006 Rudolf-Harbig-Gedächtnispreis
- 2007 Champion des Jahres
- 2007 Sportlerin des Jahres 2. Platz
- 2007 DLV-Leichtathletin des Jahres
- 2008 Das Goldene Band